# توم باس (مدرب رياضي)
توم باس (بالإنجليزية: Tom Bass)‏ هو مدرب رياضي أمريكي، ولد في 1936.